# Hipòtesi del fusell de clatrats

L'esdeveniment d'extinció Permià-Triàsic, etiquetat aquí com "Fi P", és l'esdeveniment d'extinció més significatiu en aquest gràfic que mostra els gèneres marins que produeixen un gran nombre de fòssils.

La hipòtesi del fusell de clatrats manifesta que l'augment de la temperatura del mar pot donar lloc a un alliberament sobtat de metà des dels composts de clatrat de metà enterrats en els fons oceànics. Això provocaria una alteració dràstica del medi ambient dels oceans i l'atmosfera de terra, com una anàlisi recent pel que fa a l'esdeveniment d'extinció Permià-Triàsic indica pot haver succeït en el passat.

## Mecanisme
El clatrat de metà, també anomenat hidrat de metà, és una forma de gel d'aigua que conté una gran quantitat de metà dins de la seva estructura cristal·lina. S'han trobat dipòsits extremadament grans de clatrat de metà sota els sediments dels fons oceànics de la Terra. L'alliberament sobtat de grans quantitats de gas natural des dels dipòsits de clatrat de metà en un efecte hivernacle descontrolat podria ser una de les causes dels canvis climàtics passats i futurs. L'alliberament d'aquest metà atrapat és una de les conseqüències potencials de l'escalfament global: es pensa que això podria augmentar la temperatura global uns 5 °C addicionals per si mateix, ja que el metà, malgrat que la seva vida a l'atmosfera es troba al voltant dels 10 anys, és molt més fort com a gas hivernacle que el diòxid de carboni (té un potencial d'escalfament global de 63 en un termini de 20 anys i de 23 en termini de 100 anys). La teoria també pronostica que això afectarà en gran manera el contingut d'oxigen disponible a l'atmosfera.

## Investigacions recents
El 2002, un documental de la BBC, The Day the Earth Nearly Died resumia alguns descobriments recents i especulacions pel que fa a l'esdeveniment d'extinció Permià-Triàsic. Paul Wignall examinava estrats de Permià a Grenlàndia, on les capes de roca desproveïdes de vida marina tenen un gruix de desenes de metres. Amb aquesta escala expandida, va poder jutjar el cronometratge de la deposició més acuradament, constatant que l'extinció sencera durava merament uns 80.000 anys i que mostrava tres fases distintives en el contingut de fòssils de plantes i animals. L'extinció semblava haver matat selectivament la vida marina i terrestre en temps diferents. Dos períodes d'extincions de vida terrestre estaven separats per una extinció breu, aguda i gairebé total de la vida marina. A més el procés semblava massa lent en el seu conjunt per ser explicat per l'impacte d'un asteroide. La seva millor pista era la relació d'isòtops de carboni a la roca, que mostrava un augment gradual de carboni-12. L'explicació estàndard per tal pic —descomposició de la vegetació— semblava insuficient.
El geòleg Gerry Dickens ha suggerit que la causa de l'augment de carboni-12 podria trobar-se en la desfeta de l'hidrat de metà congelat del fons marí el qual podria haver alliberat el metà ric en carboni 12 ràpidament. Els experiments per avaluar quina pujada de la temperatura de les profunditats marines seria necessària per produir aquest fenomen han suggerit que amb una pujada de 5 °C (10 F) seria suficient.

## Esdeveniments d'alliberament possibles
Els dos esdeveniments possiblement deguts a l'alliberament massiu de metà són la d'extinció permiana i el màxim tèrmic Paleocè-Eocè. Tanmateix, es creu que l'escalfament del final de la darrera glaciació no és deu a l'alliberament de metà.

## En la ficció
- El llibre Mother of Storms de John Barnes ofereix un exemple fictici de canvi climàtic catastròfic provocat per l'alliberament de clatrat de metà.
- A The Life Lottery, de Ian Irvine una activitat sísmica sense precedents provoca una emissió d'hidrat de metà, invertint el refredament global.
- La novel·la The Black Silent de l'autor David Dun empra aquesta idea com a punt científic clau.
- En Transcendent per Stephen Baxter, evitar tal crisi és una part essencial de l'argument.
- La hipòtesi és la base d'un experiment en el videojoc Death By Degrees.